# Harris Tweed
Harris Tweed er et Tweed-tekstil, der er blevet håndvævet på de Ydre Hebrider i Skotland af fåreuld, der også er spundet og farvet der. 
Harris Tweed er beskyttet af Harris Tweed Act fra 1993, der nøje beskriver de betingelser, hvorunder stoffet kan produceres.
Ægte Harris Tweed mærkes med Harris Tweed Orb Mark (med jordkuglen), når det er godkendt af Harris Tweed Authority, der er industriens styrende organ.
Harris Tweed laves af kardegarn, som ofte bearbejdes til twillvævning med sildebensmønster, men findes også i andre mønstre som prince-of-wales eller glen urquhart check. Stoffet bruges ofte til sportsjakker, men kan også bruges til egentligt jakkesæt.